# Angel Dust (seriefigur)
Angel Dust är en seriefigur från Marvel Comics skapad av Geoff Johns och Shawn Martinbrough. Hon gjorde sin debut i tidningen Morlocks #1. Gina Carano spelade som Angel Dust i Deadpool, dock är figurens bakgrund och koncept annorlunda i filmen. I serietidningarna är hon en tonårs-superhjälte och fått superkrafter från sitt adrenalin.